# 스테버 베일러르
스테버 크리스티나 헨드리퀴스 베일러르(네덜란드어: Steve Christina Hendrikus Wijler, 1996년 9월 19일~)는 네덜란드 양궁 선수이다. 2020년 하계 올림픽 혼성 단체전에서 대한민국의 뒤를 이어 은메달을 획득했다.